# Galaxia satélite

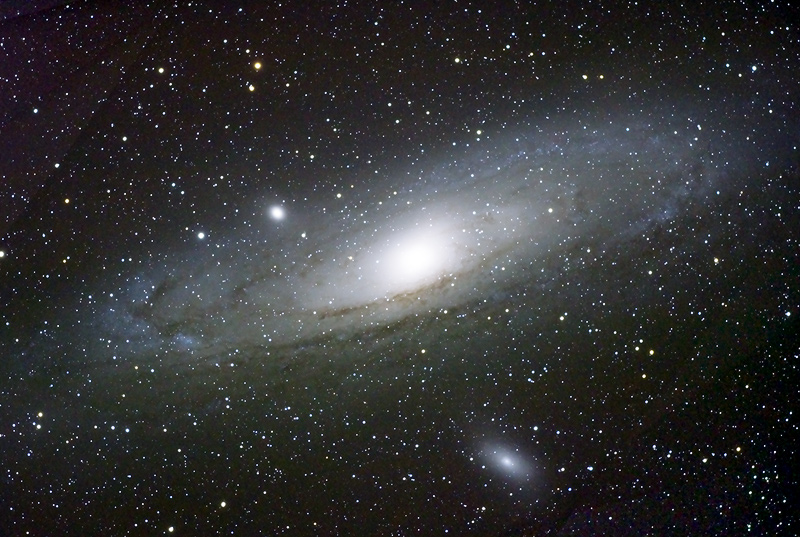
La galaxia de Andrómeda con sus galaxias satélites más cercanas M32, y M110.

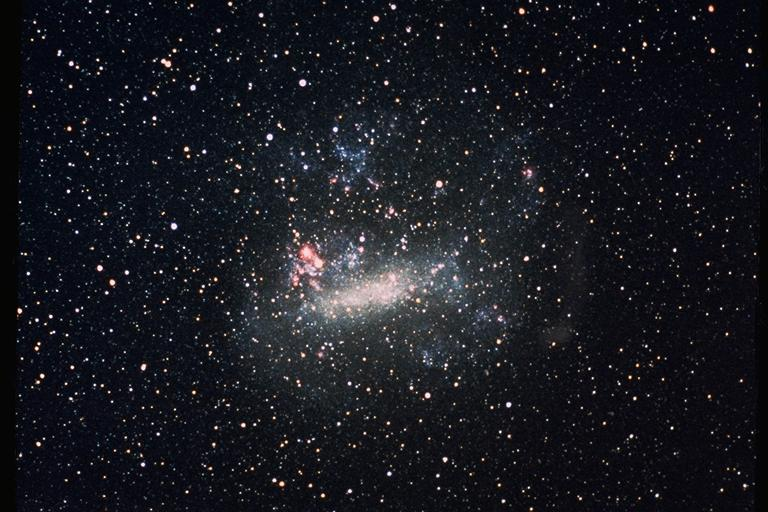
La gran Nube de Magallanes, la galaxia satélite más grande de la Vía Láctea.

Una galaxia satélite es una galaxia que orbita alrededor de una galaxia mayor, debido a la atracción gravitatoria. Por lo tanto, una galaxia está hecha de un gran número de objetos (estrellas, planetas, y nebulosas) que no están conectadas entre ellas, tienen un centro de masas, que representa la media ponderada (de la masa) de la posición de cada objeto que lo compone. Eso es parecido a cómo un objeto corriente tiene su centro de masas, que es la media ponderada de la posición de todos sus componentes átomos.
En un par de galaxias orbitantes, si una es considerablemente mayor que la otra, entonces la mayor se llama "primaria" y la más pequeña sería la satélite. Si dos galaxias orbitantes tienen aproximadamente el mismo tamaño, entonces se dice que forman un sistema binario. 
Las galaxias que se encuentran llegando desde diferentes direcciones pueden chocar, fusionarse, dividirse en dos, o transferir algunos objetos miembros. En estas situaciones, puede ser difícil discernir dónde acaba y dónde empieza una galaxia. Las «colisiones» entre galaxias no implican necesariamente la colisión entre los miembros de las dos galaxias, ya que la mayor parte del espacio en la galaxia es vacío.